# نورث آرورا (إلينوي)
نورث آرورا (بالإنجليزية: North Aurora)‏ هي منطقة سكنية تقع في الولايات المتحدة في إلينوي.

## الموقع الجغرافي
الموقع الجغرافي للمناطق المحيطة بهذه النقطة هو كالتالي: